# Etzel I. (Ortenburg)
Etzel I., auch Ezzo I., Etzelin I. oder fälschlich Etzel II. († 17. Mai 1446) Graf von Ortenburg stammt aus dem niederbayerischen Adelshaus Ortenburg und war der Sohn des Reichsgrafen Heinrich IV. von Ortenburg und der Agnes von Hals. Jahrhundertelang ging man von zwei Grafen gleichen Namens aus, weswegen auch von einem Etzel II. gesprochen wurde. Neuere Forschungen ergaben jedoch, dass es sich dabei um ein und dieselbe Person handelt. Etzel folgte seinem Bruder Georg I. im Jahre 1422 als amtierender Graf von Ortenburg.

## Leben
Etzel I. ist als Sohn Heinrichs IV. urkundlich zwischen 1376 und 1446 fassbar. Bei der Erbteilung im Jahre 1395, nach dem Tod seines Vaters, erhielt er die Burg Alt-Ortenburg und die dazugehörigen Güter. Sein Bruder Georg I. erhielt Neu-Ortenburg und sein Bruder Alram I. Dorfbach.

### Wirken in Ortenburg
Im Jahre 1391 unterzeichnete Etzel gemeinsam mit seinem Bruder Georg eine Urkunde, in der sie sich dazu verpflichteten, den Herzögen von Bayern-Landshut zum Wohle der Gemeinschaft und Schutze des Reiches ihre Burgen zu öffnen. Dies trug dazu bei, dass die Ortenburger vorübergehend Vasallen Bayerns wurden, da sie mit der Urkunde indirekt ihre Reichsrechte aufgaben.
Durch das Erbe einer großen Geldsumme erwarb Etzel in den Jahren 1416 und 1417 große Lehen des Klosters Niederaltaich und der Grafen von Leuchtenberg, unter anderem die Festen Engelsberg, Ranfels und Bärnstein bei Grafenau sowie zahlreiche Dörfer. Um die Festen Bärnstein und Ranfels stritt Etzel in den folgenden Jahren wiederholt mit den Landgrafen von Leuchtenberg. Der Streit wurde erst 1442 beendet, nachdem Schlichtungsversuche der bayerischen Herzöge und sogar des Papstes Martin V. gescheitert waren.
Als Georg I. von Ortenburg, der ältere Bruder Etzels, im Jahre 1422 verstarb, wurde Etzel amtierender Graf der Reichsgrafschaft Ortenburg. Nach dem Tod seiner Gattin übergab Etzel 1444 die Feste Alt-Ortenburg seinem Neffen Alram II. und trat als amtierender Reichsgraf zurück. Anschließend zog er nach Straubing, wo er sich ein Haus kaufte. Im Jahre 1446 starb Etzel auf Schloss Alt-Ortenburg. Seine Besitzungen fielen an den Zweig Neu-Ortenburg.

### Wirken in den Herzogtümern Bayerns
Etzel war über mehrere Jahre ein Gefolgsmann Elisabeths von Bayern-Ingolstadt am französischen Königshof und diente ihrem Gemahl König Karl VI. zwischen dem 18. April 1398 und 9. Mai 1401 als Kämmerer. Sein Verhältnis zum König galt als ausgezeichnet und er erhielt von ihm zahlreiche Geschenke.
Im Jahr 1401 kehrte Etzel nach Bayern zurück. Dort war er vom 20. Mai 1407 bis 22. Juni 1408 Pfleger von Niederbayern, später war er vom 15. April 1419 bis 22. Juni 1423 Pfleger der Stadt Vilshofen. Im Jahre 1422 trat Etzel als Rat in den Dienst Herzog Johanns III. von Straubing-Holland. Jedoch wurde er in seiner Funktion als Rat aufgrund seiner Stellung nur wenig in Anspruch genommen, denn er war dazu prädestiniert höhere politische Aufgaben zu übernehmen.
Als am 8. August 1423 der Passauer Bischof Georg von Hohenlohe verstarb, setzte sich Etzel für die Wahl seines Neffen Ulrich I. ein. So kam es am 10. September zur umstrittenen Doppelwahl Ulrichs I. und  Leonhards von Laiming. Der Streit wurde erst am 10. Januar 1424 durch Eingriff von Papst Martin V. beigelegt, der Leonhard von Laiming als Bischof bestätigte.
Nach dem Tod Herzog Johanns III. im Jahre 1425 spielte Etzel im Straubinger Erbfolgestreit eine wichtige Rolle. So wurde er von den Landständen in den Erbausschuss gewählt. 1426 begleitete Etzel König Sigismund nach Straubing, um über das weitere Geschehen des verwaisten Herzogtums zu entscheiden. Anschließend begleitete Etzel den König nach Regensburg. Im selben Jahr vertrat Etzel das Herzogtum auf dem Hoftag zu Wien.

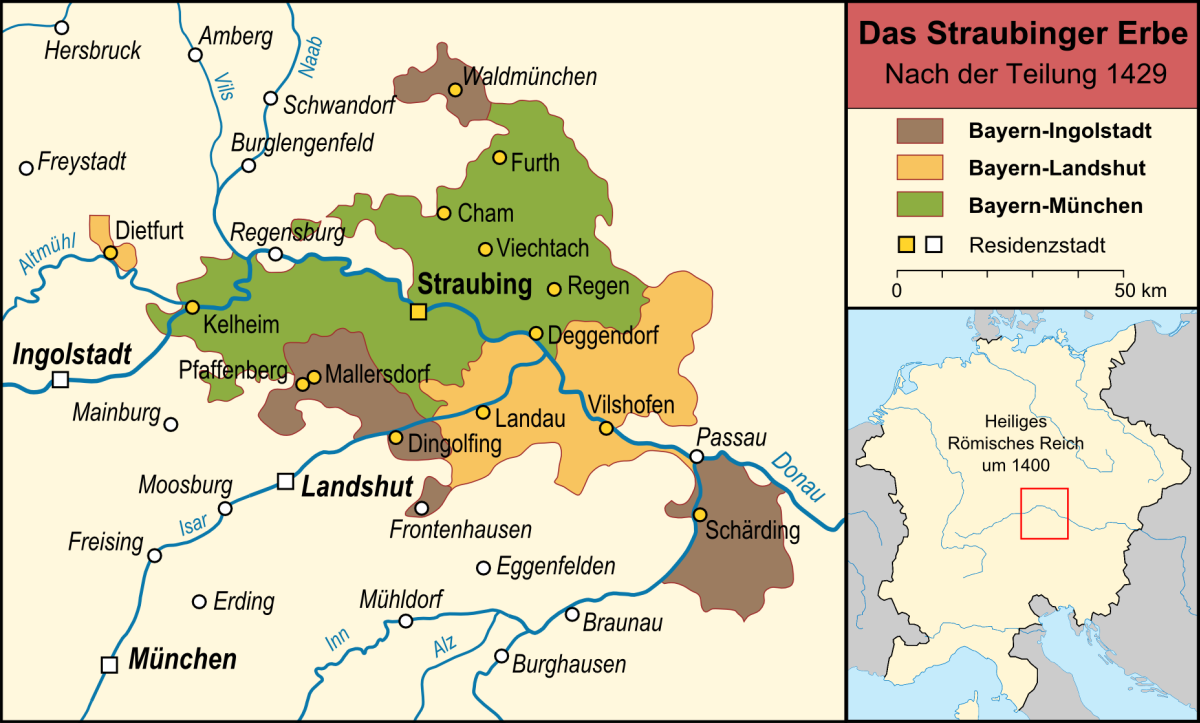
Die Aufteilung von Bayern-Straubing 1429

Vier Jahre später, 1429, gehörte Etzel I. den 25 Schiedsmännern der Teilungskommission König Sigismunds an, die im Preßburger Schiedsspruch am 26. April 1429 die Ländereien unter Ludwig dem Gebarteten von Bayern-Ingolstadt, Heinrich dem Reichen von Bayern-Landshut sowie Ernst und Wilhelm III. von Bayern-München aufteilten.
Nach der offiziellen Auflösung des Herzogtums Straubing-Holland wechselte Etzel I. in den Rat der Münchener Herzöge. In ihren Diensten war er von 1438 bis 1443 Pfleger zu Deggendorf. Im Jahr 1446 wird er nochmals als Rat des Herzogs Albrecht III. erwähnt. Zur selben Zeit gehörte Etzel von 1435 bis 1443 auch zum Rat des Herzoges Heinrich XVI. von Bayern-Landshut. Zwischen 1434 und 1439 trat Etzel I. noch mehrfach als Schiedsmann für die bayerischen Herzöge in Erscheinung.
Nach seinem Testament wurde er in der Passauer Sixtuskapelle beigesetzt.

## Familie
Etzel war in erster Ehe mit Katharina von Anserweiler (d’Ancerville) († ca. 1401) verheiratet. Der Polterabend dieser Eheschließung am 28. Januar 1393 ging als Bal des Ardents in die französische Geschichte ein. In zweiter Ehe war Graf Etzel (um 1405) mit Siguna (Sigaun) von Rohrbach verheiratet, aus dieser Ehe entstammte die einzige Tochter namens Margarethe († 19. April 1448), die vor 6. Februar 1413 mit Heinrich III. Notthaft zu Wernberg († 26. November 1471) verheiratet war.